# Bajja’a Saghira
Bajja’a Saghira (arab. بياعة صغيرة) – wieś w Syrii, w muhafazie Aleppo, w dystrykcie Dżabal Siman. W 2004 roku liczyła 309 mieszkańców.